# شعاع العين
في مجال الفيزياء الموروثة عن أرسطو فإن شعاع العين الذي ينشأ في العين كان يُعتقد أنه مسؤولاً عن حاسة البصر. وشعاع العين الصادر عن طريق البازيليسق على سبيل المثال كان هو عامل قوته الفتاكة، ويُطلق عليه المصطلح الفني الانبعاث الفائق.

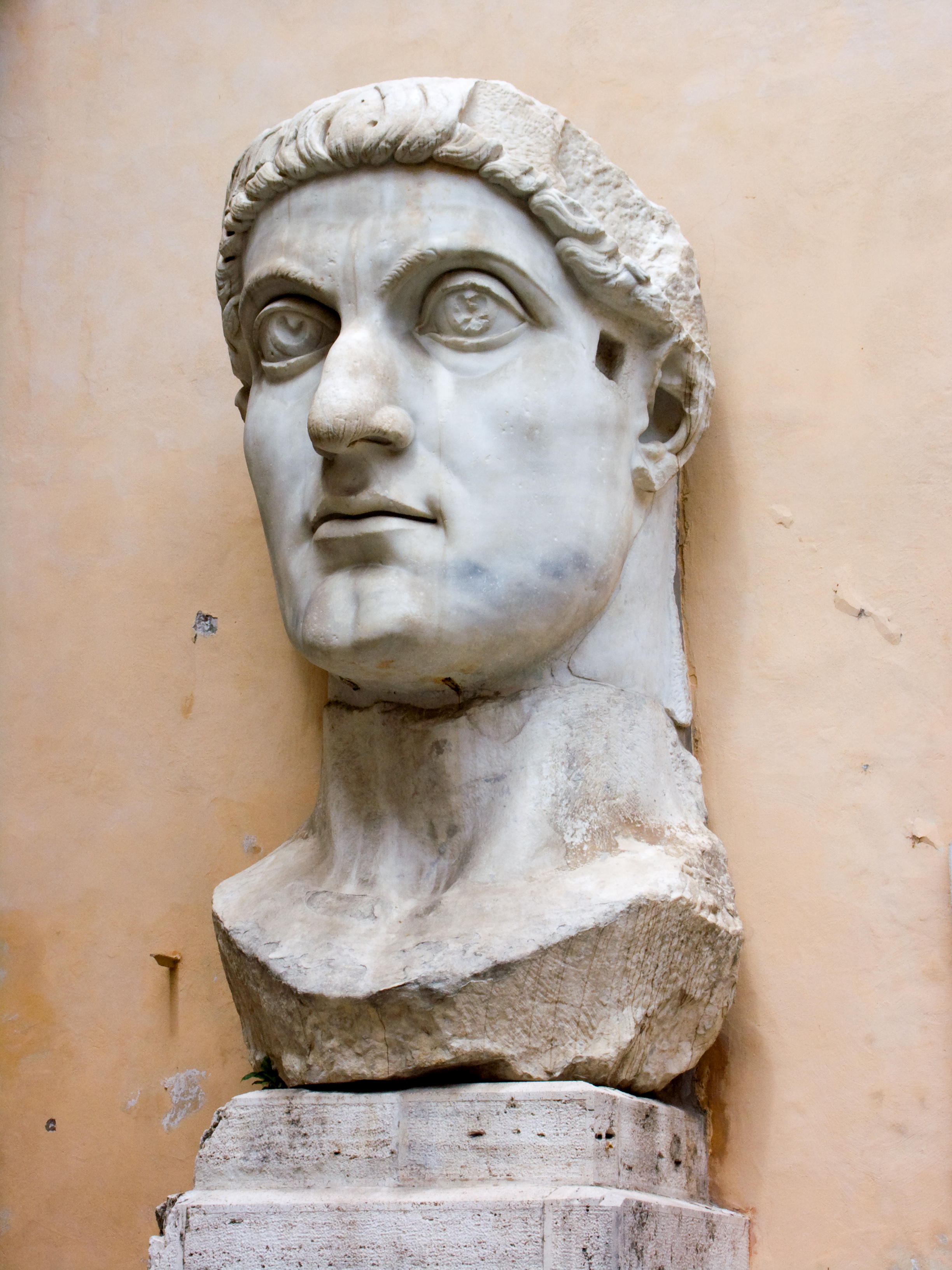
الرأس الضخمة لقسطنطين الكبير (متاحف الكابيتول)

تعكس العيون المبالغ فيها للأباطرة الرومان في القرن الرابع مثل قسطنطين الكبير (توضيح) هذه الشخصية. وظهر هذا المفهوم في الشعر في القرن السابع عشر، وأشهر الأعمال هي قصيدة للشاعر جون دون "The Extasie." وفي وقت لاحق من القرن السابع عشر اعتبرت بصريات نيوتن والفهم المتزايد لبنية العين المفهوم القديم غير صالح، ولكن تم إحياؤه باعتباره جانبًا من القدرات الجبارة فوق طاقة البشر في الثقافة الشعبية للقرن العشرين.
وبدت نظرية الانبعاث البصري مؤكدة من قِبل الهندسة وتم تعزيزها من قِبل روبرت غروسيتيست.
وقصيدة شكسبير «فينوس وأدينوس»، عند قراءتها في ضوء مفاهيم الرؤية المعاصرة، تؤسس لخطاب من الطيبة والمحبة المتبادلة بناءً على العُجب للمعاملة البصرية التي تتحقق مقابل أشعة العين.
في قصيدة الشاعر ألغرنون سوينبرن "Atalanta in Calydon" يتم إحياء المفهوم لأغراض شعرية يما يثري السياق الوثني للقصيدة في تضرع هنتسمان لأرتميس:
أنصت الآن وساعد، ولا ترفع يد العنف

ولكن كن إيجابيًا وعادلاً كشعاع عينك،

الخفي والظاهر في السماء".
في مجموعة تي إس إليوت التي تقدم «نورتون المحروقة (Burnt Norton)» تستمر أشعة العين في انصهار الماضي والحاضر الممكن مثل الموسيقى غير المسموعة:
الموسيقى غير المسموعة المخبأة في الشجيرات

وشعاع العين غير المرئي يعبر لبلوغ الورود

ذات مظهر الزهور المنظور إليها.

ذكر الشاعر النيوزيلاندي إدوارد تريجير «شعاع العين المتوهج للثور الغاضب»— الثور من البروج— من بين النجوم المعروفة فوق البرية الغريبة لنيوزيلندا.
في رسومات الحاسوب، تم إحياء مفهوم أشعة العين بشكل مثمر في تتبع الأشعة (الذي تتم فيه محاكاة ارتداد أشعة العين حول المشهد حاسوبيًا).